# Hawker Hurricane
Chiếc Hawker Hurricane là một máy bay tiêm kích một chỗ ngồi của Anh Quốc được thiết kế và chế tạo phần lớn bởi Hawker Aircraft Ltd, tuy nhiên một số cũng được chế tạo tại Canada bởi Canada Car and Foundry.
Thiết kế của những năm 1930 được biến đổi qua nhiều phiên bản và cải tiến, tạo ra cả một dòng máy bay được sử dụng trong các vai trò tiêm kích đánh chặn, tiêm kích ném bom (còn được gọi là"Hurribombers"), và hỗ trợ tấn công mặt đất. Những phiên bản khác được biết đến như là Sea Hurricane có những cải tiến cho phép hoạt động trên tàu sân bay. Chiếc Hurricane góp phần không nhỏ để Không quân Hoàng gia Anh (RAF) chiến thắng trong Trận chiến Anh Quốc năm 1940, ghi được số chiến công không chiến lớn nhất của RAF. Có khoảng 14.000 chiếc Hurricane được chế tạo cho đến cuối năm 1944 (bao gồm khoảng 1.200 chiếc được chuyển đổi sang Sea Hurricane và khoảng 1.400 chiếc được chế tạo tại Canada). Chúng đã phục vụ trên tất cả các mặt trận chính của Thế Chiến II.

## Thiết kế và phát triển

H là chiếc Hurricane, sách đánh vần của trẻ em Anh Quốc thời kỳ Đệ Nhị Thế Chiến. Bản quyền hình của Lordprice Collection

Chiếc Hurricane được phát triển bởi hãng Hawker Siddeley nhằm đáp ứng một yêu cầu của Bộ Hàng không Anh về một kiểu máy bay tiêm kích được chế tạo dựa trên loại động cơ mới của Rolls-Royce, lúc đó chỉ được biết dưới tên PV-12, sau này trở nên nổi tiếng là Merlin. Vào lúc đó, Bộ chỉ huy Tiêm kích Không quân Hoàng gia Anh chỉ bao gồm 13 phi đội, được trang bị Hawker Fury, các phiên bản Hawker Hart, hoặc Bristol Bulldog – tất cả đều là kiểu máy bay cánh kép với cánh quạt bằng gỗ có góc cánh cố định và càng đáp không thể xếp được. Kiểu thiết kế, được khởi sự vào đầu năm 1934, là công trình của Sidney Camm.
Kế hoạch nguyên thủy của Sydney Camm bị Bộ Hàng Không loại bỏ (rõ ràng là "quá chính thống" ngay cả đối với Bộ Hàng Không). Camm hủy bỏ kế hoạch và chuyển sang một thiết kế máy bay tiêm kích như là một khoản đầu tư riêng của hãng Hawker. Với tính chất kinh tế trong đầu óc, chiếc Hurricane được thiết kế sử dụng càng nhiều các công cụ và khuôn mẫu sẵn có của Hawker càng tốt (chiếc máy bay là một phiên bản cánh đơn hiệu quả của chiếc Hawker Fury rất thành công); và chính là những yếu tố đó góp phần quan trọng vào sự thành công của kiểu máy bay này.
Trong giai đoạn đầu của thiết kế, chiếc "Fury cánh đơn" được dự định trang bị kiểu động cơ Rolls-Royce Goshawk, nhưng nó được nhanh chóng thay thế bằng động cơ Merlin, và có một bộ càng đáp xếp được. Thiết kế này được biết đến như là kiểu 'tiêm kích đánh chặn cánh đơn', và đến tháng 5 năm 1934, chi tiết của kế hoạch được hoàn thành. Để thử nghiệm thiết kế mới, một mô hình tỉ lệ 1:10 của chiếc máy bay được hoàn thành và gửi đến Phòng thí nghiệm Vật lý Quốc gia Anh Quốc tại Teddington. Một loạt các thử nghiệm trong hầm gió xác nhận các phẩm chất tính năng khí động học căn bản mang tính sống còn đạt yêu cầu, và đến tháng 12 cùng năm, một mô hình kích thước thật bằng gỗ được chế tạo.
Chiếc nguyên mẫu đầu tiên, K5083, bắt đầu được chế tạo vào tháng 8 năm 1935 trang bị động cơ Merlin PV-12. Các phần hoàn tất được mang đến vòng đua Brooklands nơi Hawkers có một trạm lắp ráp, và được lắp ráp lại ngày 23 tháng 10 năm 1935. Việc thử nghiệm trên mặt đất kéo dài hai tuần sau đó, và đến ngày 6 tháng 11 năm 1935, chiếc nguyên mẫu cất cánh lần đầu tiên dưới sự điều khiển của phi công thử nghiệm chính của Hawker, Trung úy (sau là Đại úy) P.W.S. Bulman. Bulman được sự giúp đỡ bởi hai phi công khác trong các cuộc bay thử nghiệm tiếp theo; Philip Lucas lái một số cuộc bay thử nghiệm, trong khi John Stuart Hindmarsh thực hiện một số thử nghiệm bay sản xuất của hãng.
Cho dù nhanh hơn và tiên tiến hơn những máy bay cánh kép đang phục vụ trong Không quân Hoàng gia, thiết kế của Hurricane đã lỗi thời khi nó được giới thiệu. Nó sử dụng các kỹ thuật sản xuất truyền thống của Hawker từ những máy bay cánh kép trước đây, chủ yếu là lắp ghép cơ học hơn là được hàn dính. Nó có kết cấu thân dạng khung kiểu Warren làm bằng ống thép chịu lực cao, trên đó sườn máy bay được phủ vải và sơn nhựa. Kết cấu kiểu truyền thống của chiếc Hurricane có nghĩa là khung máy bay rất bền, được chứng minh là chịu đựng được đạn pháo nổ tốt hơn lớp vỏ kim loại của chiếc Supermarine Spitfire. Ban đầu, cấu trúc cánh bao gồm hai trụ cột thép và bề mặt được phủ bằng vải. Một kiểu cánh có mặt cánh toàn kim loại hợp kim nhôm (có đặc tính DERD tương đương AA2024) được giới thiệu vào tháng 4 năm 1939 và được sử dụng cho tất cả các phiên bản sau đó. Ngược lại, chiếc Spitfire hiện đại sử dụng kiến trúc thân máy bay đơn toàn kim loại và do đó nhẹ và chắc hơn, nhưng lại ít chịu đựng hơn đối với đạn bắn. Với đặc tính dễ bảo trì, bộ càng đáp có vệt bánh rộng và các đặc tính bay dễ dàng, Hurricane được giữ lại sử dụng tại các chiến trường, nơi mà độ tin cậy, dễ bảo quản và một bệ súng vững vàng là quan trọng hơn so với tính năng khi bay, tiêu biểu là những vai trò như tấn công hỗ trợ mặt đất.

### Sản xuất

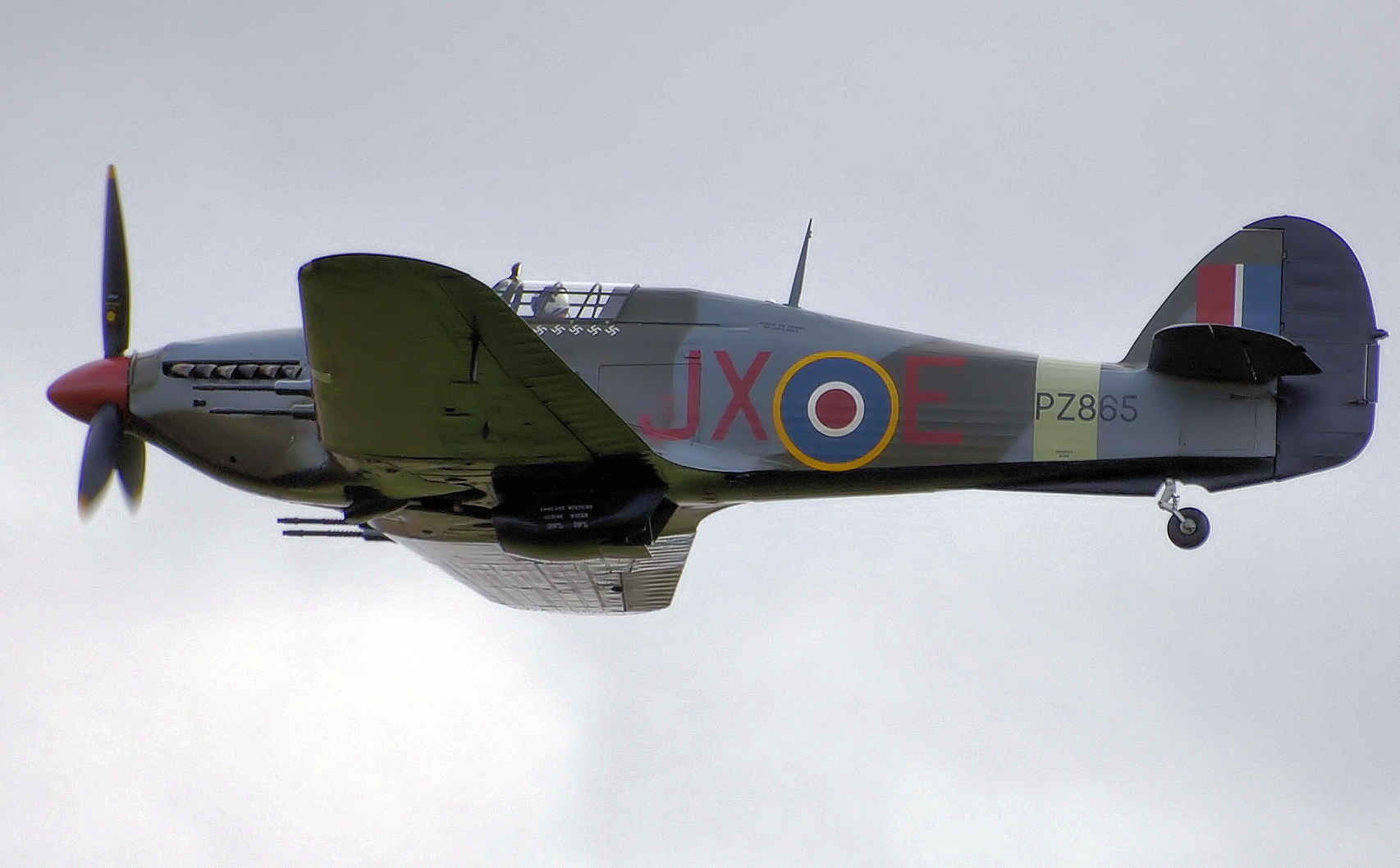
Chiếc Hurricane cuối cùng được sản xuất trong tổng số 14.533 chiếc. Thuộc phiên bản MkIIc, từng được gọi là 'The Last of the Many' và thuộc quyền sở hữu của Hawkers, ngày nay chiếc máy bay này được sử dụng bởi tổ chức Battle of Britain Memorial Flight.

Hurricane được yêu cầu đưa vào sản xuất từ tháng 6 năm 1936, chủ yếu là do kết cấu tương đối đơn giản và dễ chế tạo. Khi viễn cảnh chiến tranh ngày càng trở nên hiện thực, và thời gian là yếu tố ảnh hưởng đến việc cung cấp cho Không quân Hoàng gia một kiểu máy bay tiêm kích hiệu quả, người ta không rõ là liệu chiếc Spitfire tiên tiến hơn có thể đưa vào sản xuất một cách suôn sẽ, trong khi chiếc Hurricane sử dụng những kỹ thuật sản xuất đã được biết đến. Điều này cũng đúng cho những đơn vị hậu cần kỹ thuật, những người đã có kinh nghiệm làm việc trên cùng một nguyên lý như của chiếc Hurricane, và tính đơn giản trong thiết kế cho phép ứng biến một số sửa chữa đáng kể trong các xưởng dã chiến của các phi đội.
Được trang bị động cơ Merlin II, chuyến bay đầu tiên của máy bay sản xuất hàng loạt được thực hiện ngày 12 tháng 10 năm 1937. Bốn máy bay đầu tiên được Không quân Hoàng gia đưa vào hoạt động gia nhập Phi đội 111 tại căn cứ Không quân Hoàng gia Northolt vào tháng 12, và cho đến khi Thế Chiến II nổ ra, có gần 500 chiếc Hurricane đã được sản xuất, và được trang bị cho 18 phi đội.
Tổng cộng có khoảng 14.000 chiếc Hurricane và Sea Hurricane được sản xuất. Đa số những chiếc Hurricane do Hawker chế tạo (họ sản xuất chúng cho đến tận năm 1944) và Gloster Aircraft Company chế tạo hầu hết số còn lại. Austin Motor Company chế tạo 300 chiếc. Canada Car and Foundry ở Fort William, Ontario, Canada, (nơi mà Kỹ sư trưởng Elsie MacGill được biết đến như là "Nữ hoàng của Hurricane") chịu trách nhiệm sản xuất khoảng 1.400 chiếc Hurricane, được biết đến dưới phiên bản Mk X.

## Lịch sử hoạt động

### Trận chiến Pháp

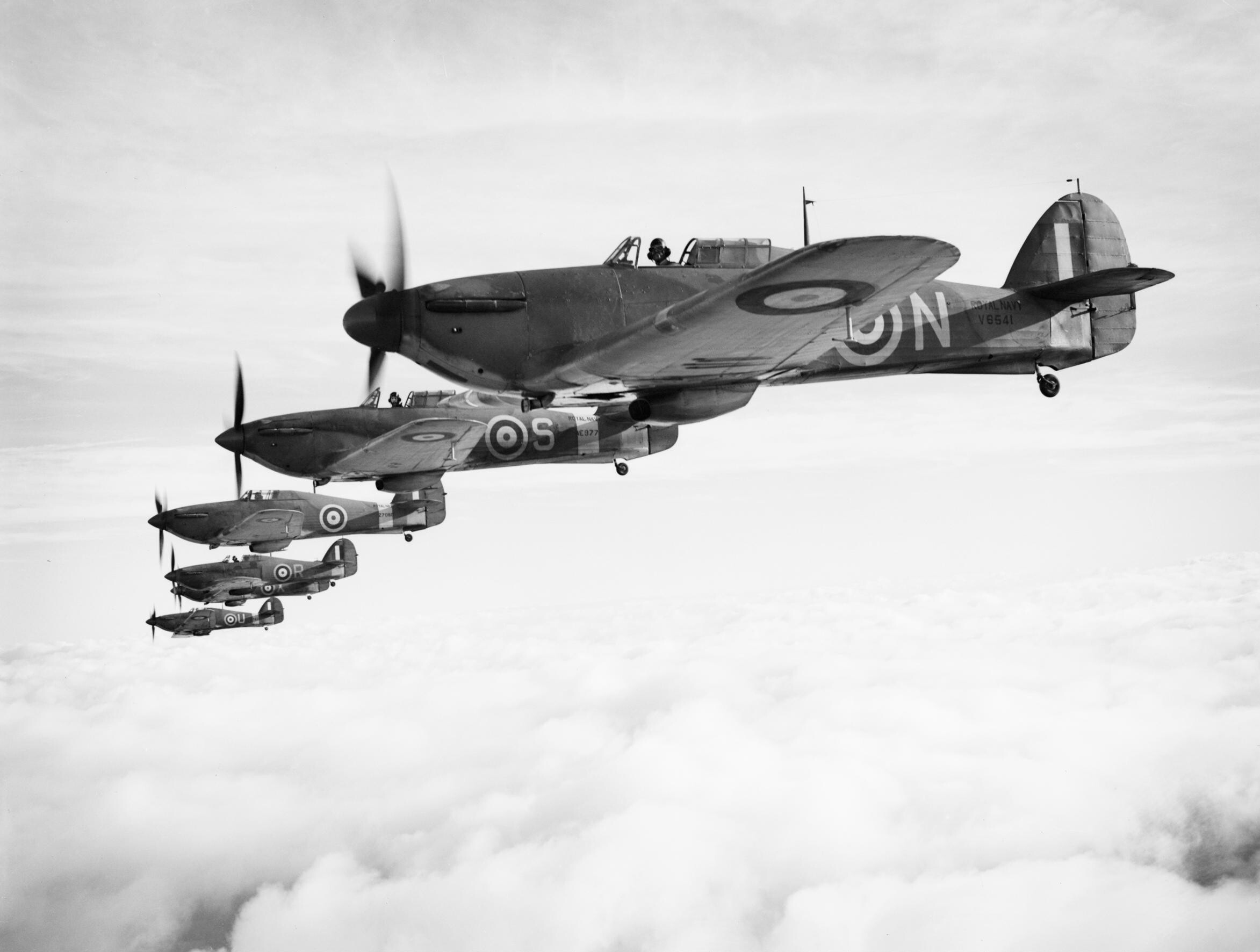
Sea Hurricane IB bay trong đội hình, tháng 12 năm 1941

Trả lời lại một yêu cầu từ chính phủ Pháp gửi mười phi đội tiêm kích đến cung cấp việc bảo vệ từ trên không, Đại tướng Không quân (Air Chief Marshal) Sir Hugh Dowding, Tổng tư lệnh Bộ chỉ huy Tiêm kích Không quân Hoàng gia, cho rằng số lượng này sẽ làm suy yếu nặng việc phòng thủ Anh Quốc, nên ban đầu chỉ bố trí sang Pháp bốn phi đội Hurricane số 1, 73, 85 và 87, giữ lại những chiếc Spitfire để phòng thủ "Nhà". Đơn vị đầu tiên là Phi đội 73 đến nơi ngày 10 tháng 9 năm 1939, không lâu sau được tiếp nối bởi ba phi đội kia, và ít lâu sau nữa các phi đội 607 và 615 đến gia nhập. Vào tháng 5 năm sau, các phi đội số 3, 79 và 504 đến tăng cường chúng khi cuộc tấn công chớp nhoáng của Đức đạt đến cao trào, và đến ngày 13 tháng 5 năm 1940, có thêm 32 chiếc Hurricane nữa. Tất cả mười phi đội Hurricane theo yêu cầu từ đó hoạt động trên đất Pháp và cảm nhận được toàn bộ sức mạnh cuộc tấn công của Đức Quốc xã. Đến ngày 17 tháng 5, kết thúc tuần lễ đầu tiên của cuộc chiến tranh, chỉ còn có ba phi đội còn gần đủ sức mạnh hoạt động. Cho dù bị tổn thất nặng, những chiếc Hurricane cũng tiêu diệt được gần gấp đôi số máy bay Đức.
Trung úy Cobber Kain thuộc Phi đội 73 đã có chiến công đầu tiên vào tháng 10 năm 1939 khi đang trú đóng tại Pháp, sau này trở thành "Ách" đầu tiên của Không quân Hoàng gia trong chiến tranh. Đến tháng 6 năm 1940, trước khi quay trở lại Anh Quốc, anh bị rơi máy bay trong một cú "lộn vòng mừng chiến thắng" và bị thiệt mạng.
Vào ngày 27 tháng 5 năm 1940, 13 máy bay thuộc Phi đội 501 đã đánh chặn 24 chiếc Heinkel He 111 được hộ tống bởi 20 chiếc Messerschmitt Bf 110, và trong trận chiến tiếp sau đó, 11 Heinkel được ghi nhận bị "tiêu diệt" và những chiếc khác bị hư hại, với ít thiệt hại cho những chiếc Hurricane.

### Trận chiến Anh Quốc

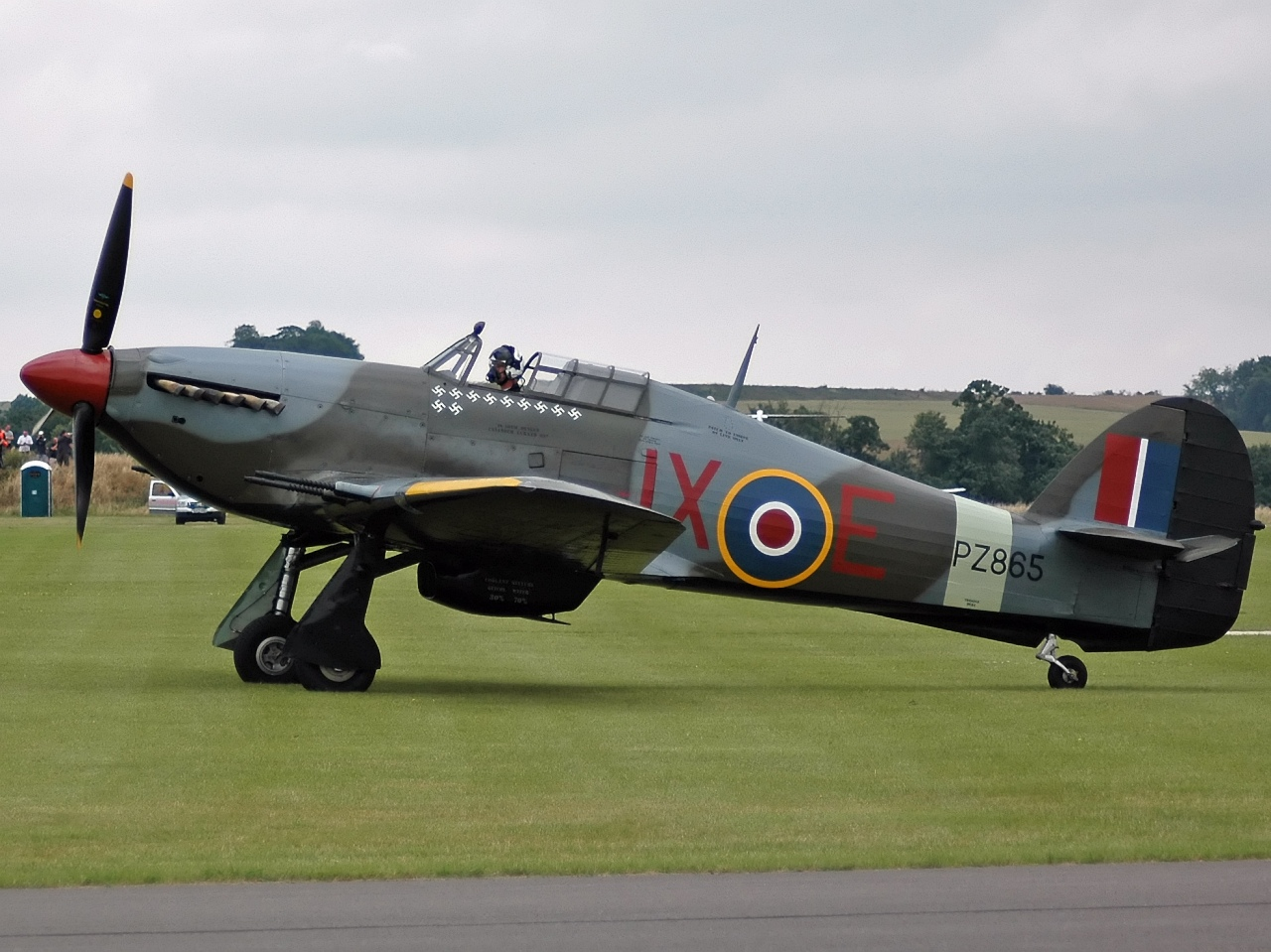
Hawker Hurricane IIC PZ865 của tổ chức Battle of Britain Memorial Flight, chiếc Hurricane cuối cùng được sản xuất

Vào cuối tháng 6 năm 1940, sau khi Pháp thất trận, phần lớn của 36 phi đội tiêm kích thuộc Không quân Hoàng gia được trang bị Hurricanes. Trận chiến Anh Quốc chính thức diễn ra từ ngày 1 tháng 7 đến ngày 31 tháng 10 năm 1940, nhưng những trận chiến ác liệt nhất diễn ra từ ngày 8 tháng 8 đến ngày 21 tháng 9 năm 1940. Cả Spitfire và Hurricane đều nổi tiếng trong vai trò của chúng trong việc phòng ngự Anh Quốc chống lại sức mạnh của Không quân Đức – nói chung Spitfire sẽ đánh chặn những máy bay tiêm kích Đức để những chiếc Hurricane tập trung vào việc tiêu diệt các máy bay ném bom, nhưng cho dù "con ngựa nòi" Spitfire có khả năng không thể tranh cãi, chính là "con ngựa thồ" Hurricane đã lập được nhiều chiến công hơn cho Không quân Hoàng gia trong giai đoạn này, ghi được 1.593 trong tổng số 2.739 chiến công được công bố.
Huân chương Chữ thập Victoria duy nhất được trao tặng trong Trận chiến Anh Quốc là dành cho Đại úy Eric Nicolson, về một hành động vào ngày 16 tháng 8 năm 1940, khi anh ta bị ba chiếc máy bay tiêm kích Me 110 tấn công. Nicolson bị thương, còn chiếc Hurricane của anh bị hư hại và bắt lửa, nhưng kết cấu chắc chắn của chiếc máy bay còn giữ được. Trong khi đang cố thoát ra khỏi buồng lái, Nicolson nhận thấy một trong những chiếc Me 110 còn tiếp tục lượn vòng quanh máy bay của anh. Anh quay trở vào buồng lái giờ đây đã là một địa ngục lửa, và trong khi đang bị cháy, mang chiếc Hurricane ra khỏi vòng xoáy bổ nhào, nghênh địch và bắn rơi chiếc Me 110.

### Bắc Phi
Chiếc Hurricane II được vội vàng nhiệt đới hóa tiếp theo sau sự kiện Ý tham gia chiến tranh vào tháng 6 năm 1940. Những máy bay này sau đó được vận chuyển qua Pháp bằng đường không đến Phi đội 80 Không quân Hoàng gia tại Ai Cập để thay thế những chiếc Gloster Gladiator. Hurricane ghi được chiến công đầu tiên tại Mặt trận Địa Trung Hải vào ngày 19 tháng 6 năm 1940, khi Trung úy P. G. Wykeham-Barnes báo cáo bắn rơi được hai chiếc Fiat CR.42.
Hurricane phục vụ cho nhiều phi đội thuộc các nước Khối Thịnh Vượng Chung trong Không lực Sa Mạc. Chúng chịu tổn thất nặng tại Bắc Phi sau khi những chiếc Messerschmitt Bf 109 phiên bản E và F được gửi tới chiến trường này và dần dần được thay thế trong vai trò máy bay tiêm kích chiếm ưu thế trên không bởi chiếc Curtiss Tomahawks/Kittyhawks kể từ tháng 6 năm 1941. Tuy nhiên, những phiên bản tiêm kích-ném bom ("Hurribomber") vẫn giữ được ưu thế trong vai trò tấn công mặt đất, nhờ vào trang bị vũ khí khá ấn tượng bốn khẩu pháo 20 mm và tải trọng bom 500 lb.
Trong và sau quá trình năm ngày pháo kích vào El Alamein thực hiện từ đêm 23 tháng 10 năm 1942, sáu phi đội Hurricane báo cáo đã tiêu diệt được 39 xe tăng, 212 xe tải và xe bọc thép, 26 máy bay tiếp tế, 42 pháo, 200 xe cộ khác và bốn kho nhiên liệu và đạn dược, thực hiện 842 phi vụ và bị tổn thất 11 phi công. Trong khi thực hiện vai trò hỗ trợ gần mặt đất, Hurricane đặt căn cứ tại Castel Benito, Tripoli, đã tiêu diệt sáu xe tăng, 13 xe bọc thép, mười xe tải, năm xe nữa bánh xích, một pháo và xe móc, và một xe thông tin vô tuyến vào ngày 10 tháng 3 năm 1943 mà không bị thiệt hại.

### Phòng thủ Malta
Chiếc Hurricane đóng một vai trò đáng kể trong việc phòng thủ Malta. Khi Ý tham gia chiến tranh vào ngày 10 tháng 6 năm 1940, lực lượng phòng không Malta chỉ dựa vào vài chiếc Gloster Gladiator đang xoay xở để chống cự lại số lượng áp đảo của không lực Italian trong ba tuần lễ đầu tiên. Bốn chiếc Hurricane đến tham gia vào cuối tháng 6, và cùng nhau đối đầu các cuộc tấn công cho đến cuối tháng 7 bởi 200 máy bay địch đặt căn cứ tại Sicilia, với sự thiệt hại một chiếc Gladiator và một chiếc Hurricane. Những sự tăng viện tiếp theo đến nơi vào ngày 2 tháng 8 với thêm 12 chiếc Hurricane và hai chiếc Blackburn Skua, khiến phía Italia phải sử dụng đến những chiếc máy bay bổ nhào Đức Junkers Ju 87 nhằm cố gắng phá hủy các sân bay. Cuối cùng, trong một nỗ lực nhằm vượt qua sự phòng thủ chắc chắn của những chiếc máy bay ít ỏi này, Không quân Đức đặt căn cứ trên những sân bay Sicilia chỉ để thấy rằng Malta không phải là một mục tiêu dễ dàng. Sau nhiều cuộc tấn công vào đảo trong nhiều tháng tiếp theo, và sự tăng viện của thêm 23 chiếc Hurricane vào tháng 4 năm 1941, và thêm một đợt tăng cường nữa một tháng sau đó, Không quân Đức rời bỏ Sicilia để chuyển sang hoạt động tại Mặt trận phía Đông vào tháng 6 năm đó.
Vì Malta có một vị trí chiến lược trên con đường vận chuyển biển quan trọng tiếp tế cho Chiến dịch Bắc Phi, Không quân Đức quay trở lại trả thù bằng một đợt tấn công thứ hai lên đảo vào đầu năm 1942. Nhưng phải đến tận tháng 3, khi cuộc công kích lên đến đỉnh điểm, mới có 15 chiếc Spitfire đến từ tàu sân bay HMS Eagle để gia nhập vào những chiếc Hurricane đã có mặt tại chỗ để cùng giúp đỡ việc phòng thủ, nhưng nhiều ciếc máy bay mới đã bị mất trên mặt đất và lại những chiếc Hurricane phải gánh chịu sức nặng chủ yếu của các đợt tấn công ban đầu cho đến khi có đợt tăng viện tiếp theo. Liên quan đến cuộc tấn công ác liệt thứ hai vào đảo Malta, Trung tá Không quân (Wing commander ) P.B. "Laddie" Lucas đã viết:
| “ | Trong nhiều tuần khoảng một chục chiếc Hurricane II, được sự giúp sức bởi việc chỉ huy tài tình của Đại tá Không quân (Group captain) A.B. Woodhall, mặc cho mọi bất lợi, đối đầu lại cuộc tấn công không ngơi ngớt ngày càng dâng cao bởi lực lượng của Thống chế Kesselring vào Grand Harbour và các sân bay. Bị áp đảo về số lượng, thường là 12 hay 14 chọi một, và sau đó bị qua mặt về tính năng – với sự xuất hiện của những chiếc Me 109F tại Sicilia, những phi công của một số ít máy bay cũ mà nhân viên mặt đất đã nỗ lực một cách dũng cảm để giữ cho chúng bay được, tiếp tục đẩy mạnh việc tấn công, rẽ đường xuyên qua màn chắn của những máy bay tiêm kích Đức và các pháo phòng không của ta, để tiếp cận những chiếc máy bay Ju 87 và 88 khi chúng bổ nhào xuống các mục tiêu. | ” |

### Phòng không ở Nga
Những chiếc Hurricane Mk II đóng vai trò quan trọng trong việc phòng không vào năm 1941 khi Liên Bang Xô Viết nhận thấy nguy cơ bị Quân đội Đức tấn công trên một mặt trận rộng lớn trải từ Leningrad, Moskva, đến các giếng dầu ở phía Nam. Anh Quốc quyết định giúp đỡ Liên Xô bằng cách gửi tiếp liệu qua đường biển đến các cảng ở cực bắc, và vì các đoàn vận tải cần phải di chuyển trong phạm vi tấn công của Không quân Đức đặt căn cứ tại nước Phần Lan láng giềng, người ta quyết định gửi một số máy bay Hurricane Mk IIB, bay cùng các phi đội 81 và 134, để bảo vệ. Hai mươi bốn máy bay được chuyên chở trên chiếc tàu sân bay HMS Argus đi đến ngoài khơi cảng Murmansk vào ngày 28 tháng 8 năm 1941, và thêm 15 chiếc được đóng thùng chuyên chở trên các tàu hàng. Ngoài nhiệm vụ bảo vệ các đoàn tàu vận tải, những chiếc máy bay này cũng tham gia hộ tống những máy bay ném bom Nga. Sự quan tâm của địch tại khu vực này giảm bớt vào tháng 10, lúc mà các phi công Không quân Hoàng gia huấn luyện các đồng nghiệp Xô Viết tự sử dụng những chiếc Hurricane, và cho đến cuối năm vai trò của Không quân Hoàng gia kết thúc, nhưng những chiếc máy bay ở lại, trở thành những chiếc đầu tiên trong hằng nghìn máy bay Đồng Minh được chấp nhận sử dụng tại Liên Bang Xô Viết.

### Singapore & Đông Ấn thuộc Hà Lan

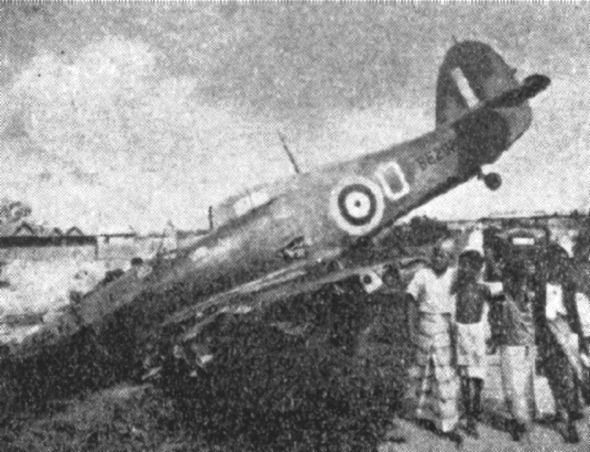
Hawker Hurricane Mk.II của Không quân Hoàng gia Anh bị bắn rơi ngày 8 tháng 2 năm 1942 trong Trận đánh Singapore.

Tiếp theo sau sự mở màn của Mặt trận Thái Bình Dương, 51 chiếc Hurricanes (MkII) được đóng thùng gửi sang Singapore cùng với 24 phi công, hạt nhân của năm phi đội. Chúng đến nơi vào ngày 3 tháng 1 năm 1942, vào giai đoạn mà các phi đội tiêm kích Đồng Minh trú đóng tại Singapore đang lái những chiếc Brewster Buffalo đang bị áp đảo trong Chiến dịch Malayan. Lực lượng máy bay tiêm kích của Không lực Lục quân Đế quốc Nhật Bản, đặc biệt là kiểu Nakajima Ki-43, đã từng bị đánh giá không đúng mức về khả năng, số lượng và chiến lược của các chỉ huy.
Các phi công Hoàng gia Anh mới đến tạo thành Phi đội 232. Thêm vào đó, Phi đội 488 Không quân Hoàng gia New Zealand, một phi đội Buffalo, chuyển sang sử dụng Hurricane. Phi đội 232 đi vào hoạt động ngày 20 tháng 1 và chịu đựng thiệt hại đầu tiên cũng như chiến công đầu tiên của Hurricane tại Viễn Đông ngay trong ngày đó, khi Thiếu tá Lawrence Landels bị bắn rơi và thiệt mạng; ông được báo thù bởi số hai của mình, Trung sĩ Jimmy Parker. Phi đội hình như đã tiêu diệt được ba chiếc Ki-43 vào ngày hôm đó, và bị thiệt hại ba chiếc Hurricane. Tuy nhiên, giống như những chiếc Buffalo trước đây, những chiếc Hurricane bắt đầu chịu đựng thiệt hại nặng nề trong các trận không chiến căng thẳng.
Vào những ngày 27 đến 30 tháng 1, thêm 48 chiếc Hurricane (MkIIA) đến cùng Không đoàn 226 (gồm bốn phi đội) trên chiếc tàu sân bay HMS Indomitable, từ đó chúng bay đến các sân bay có tên mã là P1 và P2, gần Palembang, Sumatra trong lãnh thổ Đông Ấn thuộc Hà Lan.
Vì không có được các hệ thống cảnh báo sớm thích hợp, các cuộc không kích của Nhật đã phá hủy 30 chiếc Hurricane trên mặt đất ở Sumatra, đa số bị mất trong một cuộc không kích vào ngày 7 tháng 2. Sau khi quân Nhật đổ bộ vào Singapore vào ngày 10 tháng 2, phần còn lại của Phi đội 232 và Phi đội 488 rút lui về Palembang. Tuy nhiên, quân nhảy dù Nhật bắt đầu xâm chiếm Sumatra vào ngày 13 tháng 2. Những chiếc Hurricane đã tiêu diệt sáu tàu vận tải Nhật vào ngày 14 tháng 2, nhưng trong quá trình đó bị mất bảy máy bay. Ngày 18 tháng 2, những chiếc máy bay Đồng Minh còn lại cùng các đội bay chuyển về Java. Đến lúc này, chỉ còn 18 chiếc Hurricane còn hoạt động được so với số lượng ban đầu 99 chiếc.
Sau Trận chiến Java, một vài phi công và một chiếc Hurricane duy nhất còn lại được thoái lui bằng đường biển về Australia. Một phi công, Trung sĩ Jimmy King, bắn rơi được 6,5 máy bay trong chiến dịch này.

## Các phiên bản

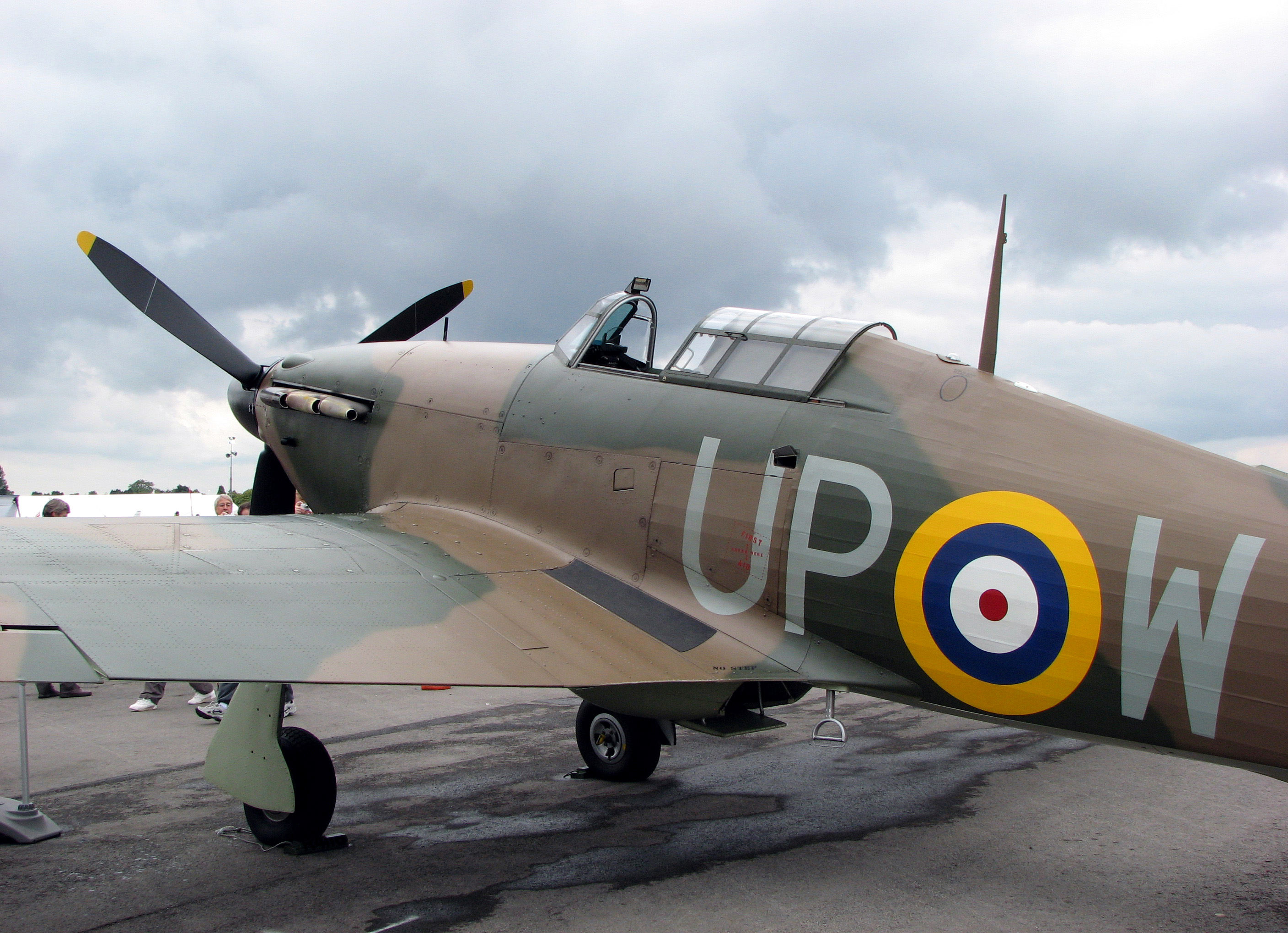
Hurricane I (R4118)

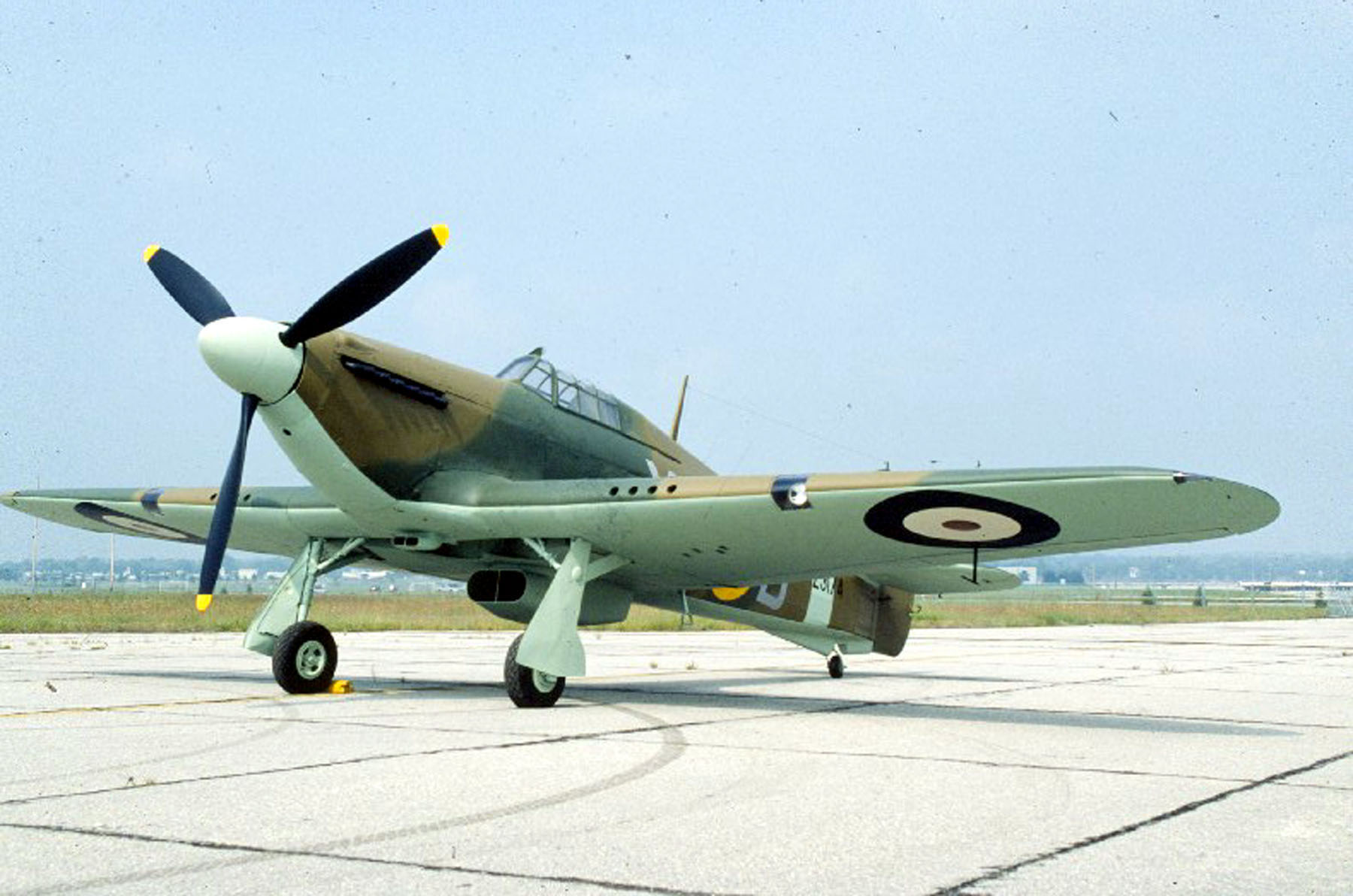
Hawker Hurricane IIA tại Bảo tàng Quốc gia Không quân Hoa Kỳ.

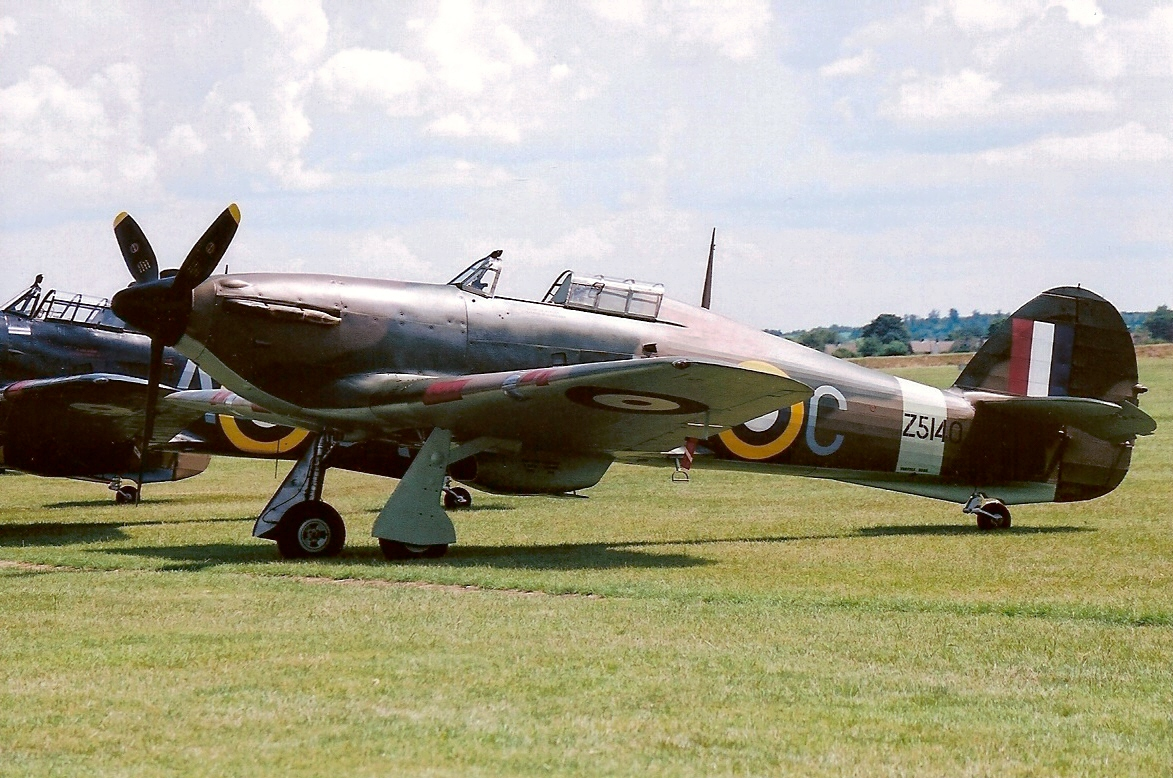
Hawker Hurricane IIB Z5140

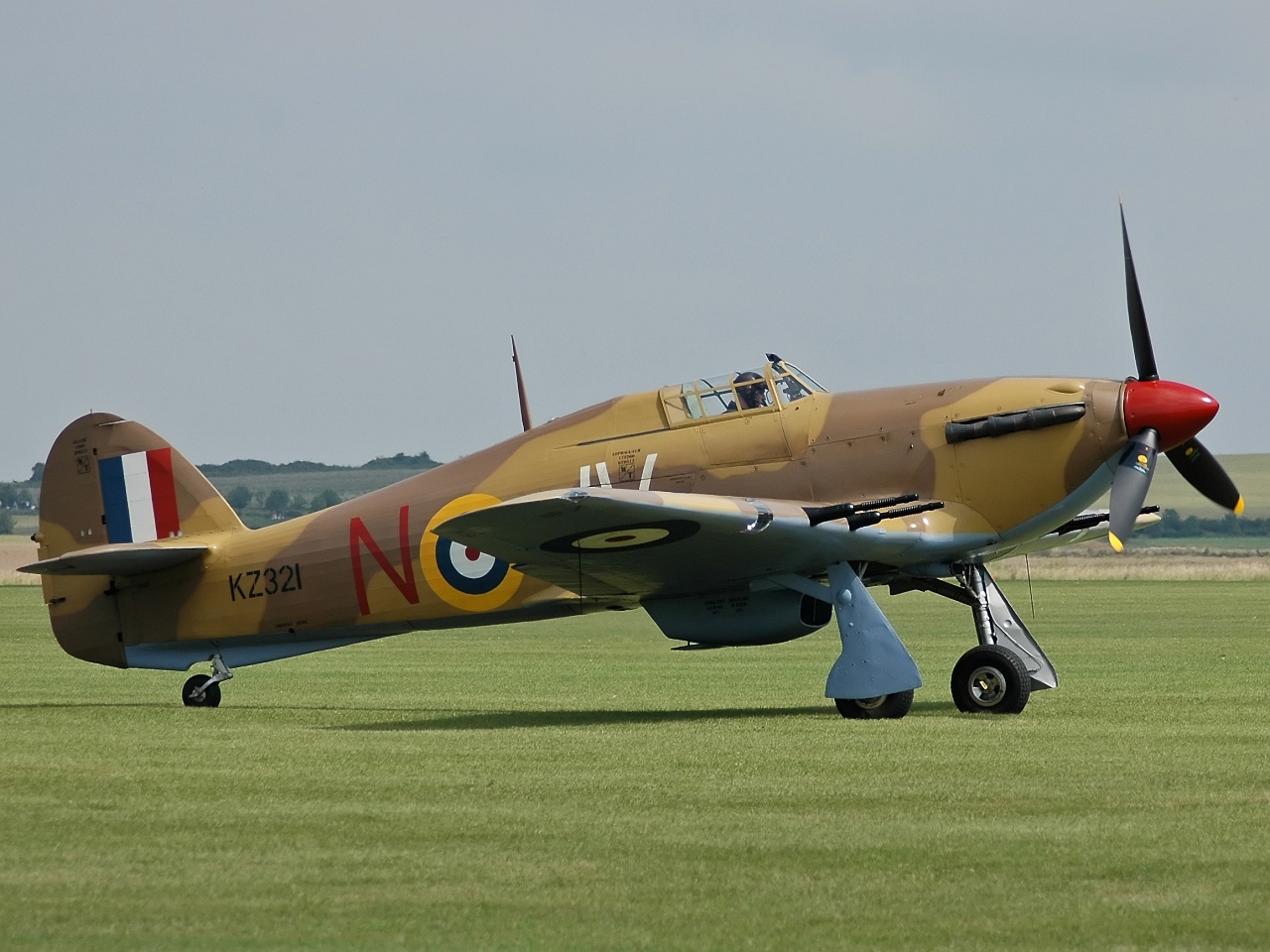
Hawker Hurricane IV KZ321 (The Fighter Collection)

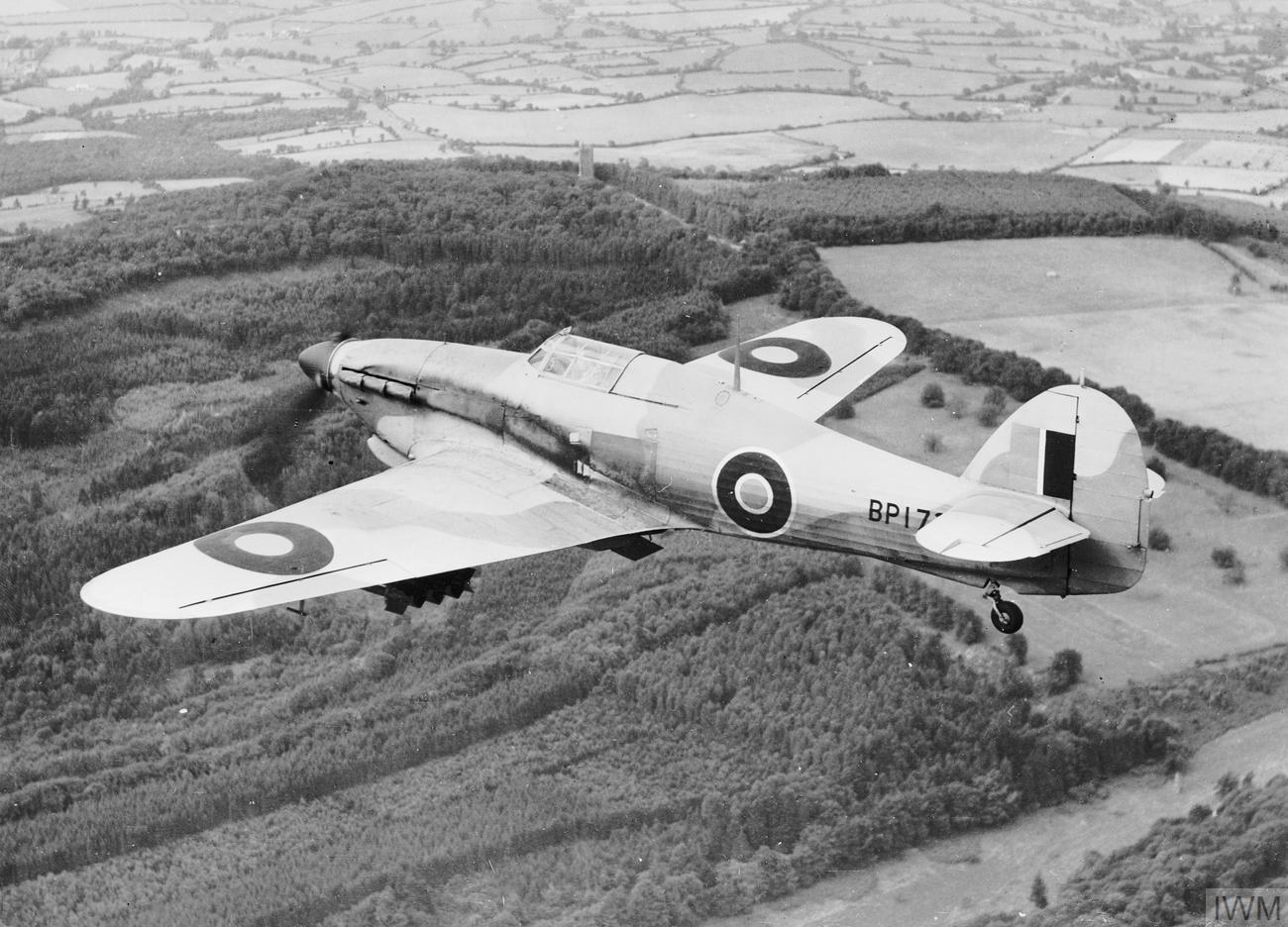
Hurricane Mk IV, trang bị rocket RP-3

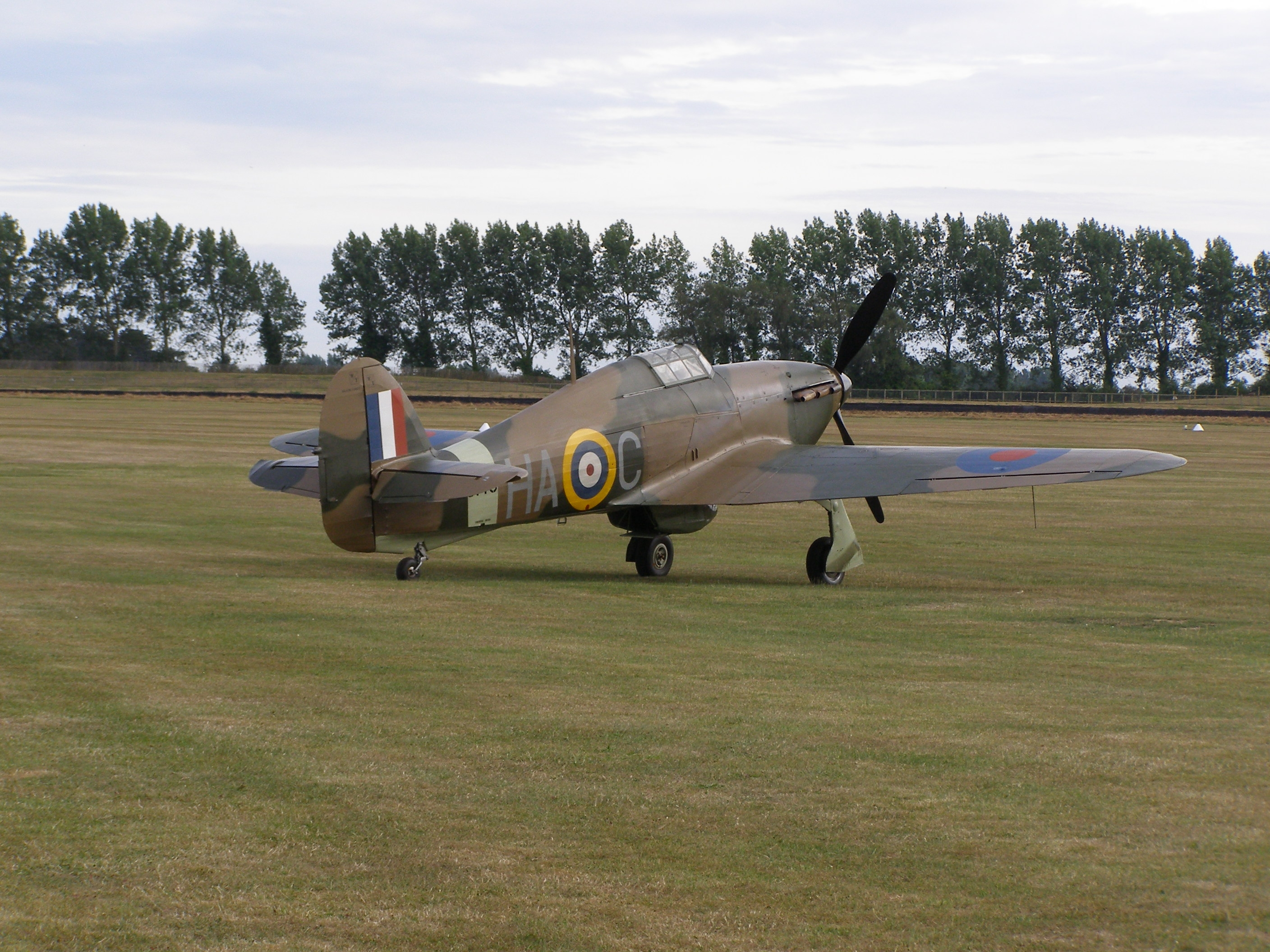
Hurricane XII chế tạo tại Canada được sơn màu của Hurricane IIB Z5140 thuộc Phi đội 126 Không quân Hoàng gia Anh

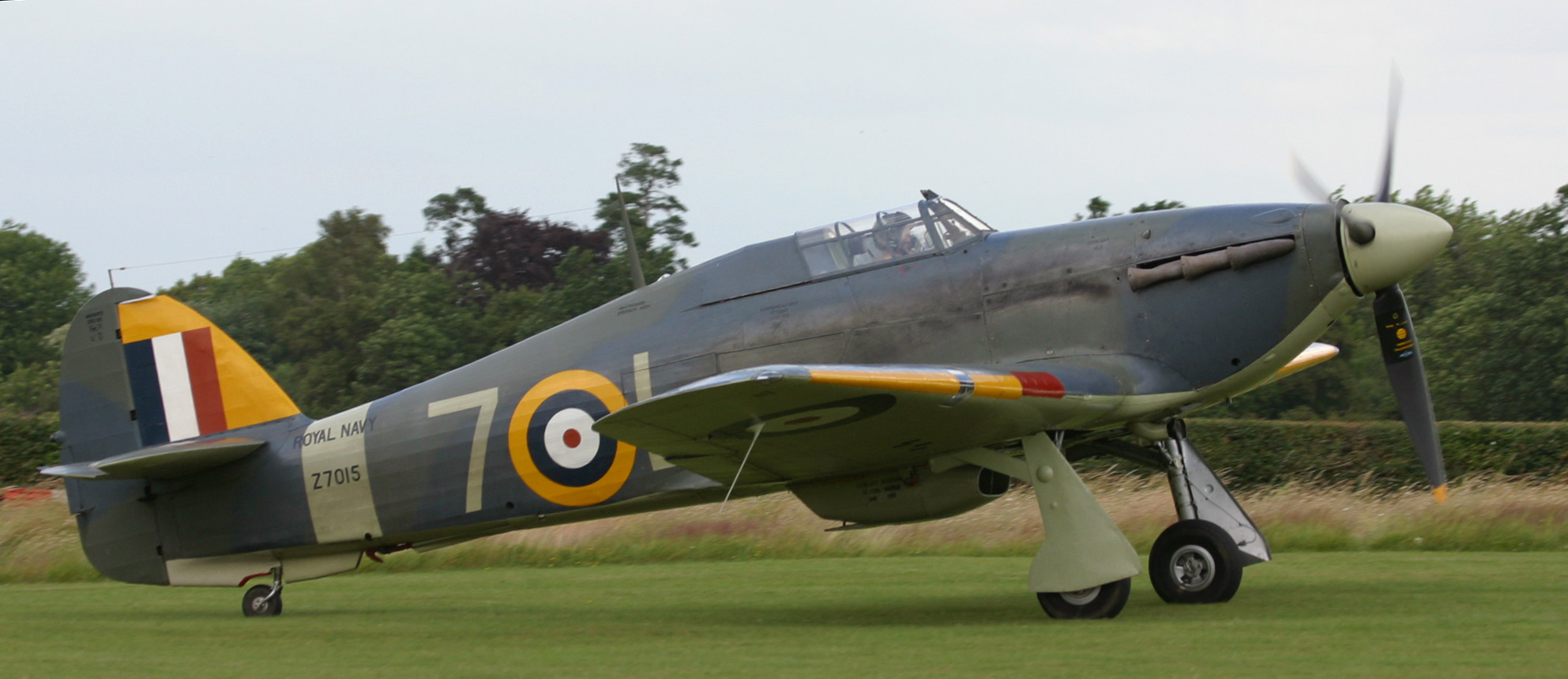
Sea Hurricane của Không lực Hải quân Hoàng gia.

Hurricane I
Phiên bản sản xuất hàng loạt đầu tiên, cánh phủ vải, bộ cánh quạt hai cánh bằng gỗ có bước góc cố định, trang bị động cơ Rolls-Royce Merlin Mk II hay III công suất 1.030 mã lực (768 kW) và tám súng máy M1919 Browning. Được sản xuất từ năm 1937 đến năm 1939.
Hurricane I (cập nhật)
Một phiên bản được cập nhật của Hurricane I chế tạo với bộ cánh quạt kim loại de Havilland hay Rotol tốc độ không đổi, cánh phủ kim loại, có vỏ giáp và các cải tiến khác. Vào năm 1939, Không quân Hoàng gia sử dụng khoảng 500 chiếc thuộc kiểu thiết kế sau này để dựng nên nòng cốt của các phi đội tiêm kích.
Hurricane IIA Loạt 1
Là phiên bản Hurricane I trang bị động cơ Merlin XX cải tiến. Bay lần đầu tiên vào ngày 11 tháng 6 năm 1940 và được đưa ra hoạt động tại các phi đội vào tháng 9 năm 1940.
Hurricane IIB (Hurricane IIA Loạt 2)
Là phiên bản Hurricane IIA Loạt 1 trang bị ổ cánh quạt mới và hơi dài hơn, cánh mới gắn mười hai súng máy Browning 0,303 inch. Chiếc máy bay đầu tiên được chế tạo vào tháng 10 năm 1940 và được đặt tên lại là Mark IIB vào tháng 4 năm 1941.
Hurricane IIB Nhiệt đới hóa.
Để hoạt động tại Bắc Phi, chiếc Hawker Hurricane IIB (cùng các phiên bản khác) được nhiệt đới hóa. Chúng được trang bị các bộ lọc bụi cho động cơ và phi công được trang bị một bộ cấp cứu để sống sót trong sa mạc.
Hurricane IIC (Hurricane IIA Loạt 2)
Hurricane IIA Loạt 2 trang bị trục cánh quạt mới hơi dài hơn và bốn pháo Hispano-Suiza HS.404 20 mm gắn trên cánh. Hurricane IIA Loạt 2 trở thành kiểu Mark IIC vào tháng 6 năm 1941, sử dụng cánh được cải tiến nhẹ. Kiểu cánh mới cũng có một đế dành cho bom 500 lb hoặc 250 lb, và đến cuối năm 1941, mang được các thùng nhiên liệu phụ. Cho đến lúc đó tính năng bay của nó kém hơn so với các kiểu máy bay tiêm kích Đức mới nhất, và chiếc Hurricane được chuyển sang vai trò máy bay cường kích, đội khi được gọi là Hurribomber. Phiên bản này còn được sử dụng cho vai trò tiêm kích bay đêm và máy bay xâm nhập không phận đối phương.
Hurricane IID
Hurricane IIB được cải tiến trang bị hai pháo AT 40 mm trên một cụm dưới mỗi cánh và một súng máy Browning trong mỗi cánh và nạp đạn sáng nhằm mục đích ngắm bắn. Phiên bản này bay chuyến bay đầu tiên vào ngày đầu tiên 18 tháng 9 năm 1941, và việc giao hàng được bắt đầu vào năm 1942. Những chiếc máy bay chế tạo hàng loạt có thêm vỏ giáp được tăngcường dành cho phi công, bộ tản nhiệt và động cơ, và được trang bị pháo Rolls-Royce với 12 quả đạn, sau này chuyển sang pháo Vickers S 40 mm với 15 quả đạn. Trọng lượng vũ khí và vỏ giáp bảo vệ bổ sung ảnh hưởng phần nào đến tính năng bay của nó. Kiểu Hurricane này có tên lóng là "Flying Can Openers", có thể là do huy hiệu của Phi đội 6 vốn bắt đầu sử dụng Hurricane từ năm 1941.
Hurricane IIE
Một cải tiến cánh khác được đưa vào phiên bản Mk IIE, nhưng những thay đổi này nhiều đến mức nó được đổi tên lại thành Mk IV sau khi 250 chiếc đầu tiên được giao hàng.
Hurricane T.IIC
Phiên bản Mk. IIC huấn luyện hai chỗ ngồi. Chỉ có hai chiếc được chế tạo cho Không quân Vương quốc Ba Tư.
Hurricane III
Phiên bản Hurricane II trang bị động cơ Merlin do Packard chế tạo, một ý định tạo nguồn cung cấp động cơ cho các kiểu máy bay do Anh Quốc thiết kế. Cho đến khi việc sản xuất bắt đầu, việc sản xuất động cơ Merlin đã đạt đến mức đầy đủ và ý tưởng trên bị loại bỏ.
Hurricane IV
Thay đổi quan trọng cuối cùng trên chiếc Hurricane là "hợp lý hóa" cánh, cấu hình nó bằng một thiết kế duy nhất có thể mang hai bom, hai pháo Vickers S 40 mm, hay tám rocket RP-3 60 lb. Thiết kế mới cũng bao gồm kiểu động cơ được cải tiến Merlin 24 hay 27 công suất 1.620 mã lực (1.208 kW), có các lọc bụi để hoạt động tại các vùng sa mạc.
Hurricane V
Hai chiếc Hurricane IV trang bị động cơ Merlin 32 xoay bộ cánh quạt bốn cánh cho những nhiệm vụ tấn công mặt đất.
Hurricane X
Phiên bản do Canada chế tạo, kiểu tiêm kích và tiêm kích-ném bom một chỗ ngồi, được trang bị động cơ Packard Merlin 28 công suất 1.300 mã lực (969 kW) và tám súng máy 7,7 mm (0,303-inch)gắn trên cánh. Tổng cộng có 490 chiếc được chế tạo.
Hurricane XI
Phiên bản do Canada chế tạo. Có 150 chiếc được chế tạo.
Hurricane XII
Phiên bản do Canada chế tạo, kiểu tiêm kích và tiêm kích-ném bom một chỗ ngồi, được trang bị động cơ Packard Merlin 29 công suất 1.300 mã lực (969 kW). Ban đầu nó được trang bị mười hai súng máy 7,7 mm (0,303-inch), nhưng sau đó được đổi thành bốn pháo 20 mm.
Hurricane XIIA
Phiên bản do Canada chế tạo, kiểu tiêm kích và tiêm kích-ném bom một chỗ ngồi, được trang bị động cơ Packard Merlin 29 công suất 1.300 mã lực (969 kW). Trang bị tám súng máy 7,7 mm (0,303-inch).
Sea Hurricane IA
Sea Hurricane IA là phiên bản Hurricane Mk I được cải biến bởi General Aircraft Limited để có thể sử dụng trên các tàu buôn trang bị máy phóng (CAM: catapult armed merchant ship). Chúng có thể phóng, nhưng không có thiết bị thu hồi máy bay. Do đó nếu chiếc máy bay ở bên ngoài tầm của một sân bay đất liền, phi công phải thoát ra và được tàu vớt lên. Những máy bay này thường được gọi là những "Hurricats".
Đa số các máy bay được cải tiến chịu đựng nhiều tổn hại khi khi hoạt động với các phi đội tiền tuyến, đến mức mà một chiếc đã bị vỡ ra dưới áp lực mạnh của máy phóng. Có tổng cộng 50 máy bay được cải biến từ phiên bản Hurricane Mk I.
Sea Hurricane IB
Phiên bản Hurricane IIA Loạt 2 trang bị cuộn phóng và móc hãm. Từ tháng 10 năm 1941, chúng được sử dụng trên các tàu sân bay-tàu buôn (MAC: Merchant Aircraft Carrier), là những tàu chở hàng lớn có một sàn đáp cho phép phóng và thu hồi máy bay. Có tổng cộng 340 máy bay được cải biến.
Sea Hurricane IC
Phiên bản Hurricane IIB và IIC trang bị cuộn phóng và móc hãm, vũ trang bốn pháo. Từ tháng 2 năm 1942, có 400 máy bay được cải biến.
Sea Hurricane IIC
Phiên bản Hurricane IIC gắn thiết bị radio hải quân; có 400 máy bay được cải biến và sử dụng trên các tàu sân bay hạm đội.
Sea Hurricane XIIA
Phiên bản Hurricane XIIA do Canada chế tạo được cải biến thành Sea Hurricanes.

## Các nước sử dụng
Chiếc Hawker Hurricane, nhờ đặc tính cấu trúc bền bỉ và dễ bảo trì, có được tuổi thọ hoạt động kéo dài trên mọi mặt trận, được cả Phe Trục và phe Đồng Minh sử dụng. Nó hoạt động trong không lực của nhiều nước, đôi khi "không tự nguyện" như trường hợp những chiếc Hurricane hạ cánh do tai nạn hay bị buộc phải hạ cánh xuống nước Ireland trung lập.

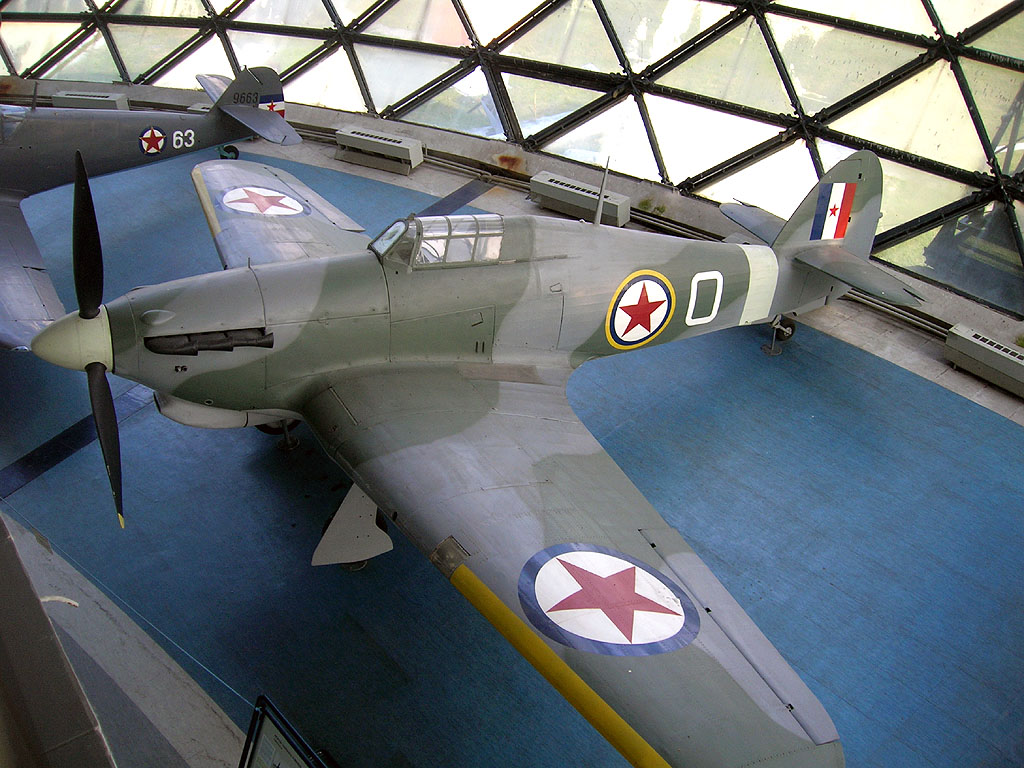
Hawker Hurricane Mk IVRP mang huy hiệu Không quân Nam Tư trưng bày tại Bảo tàng Hàng không Belgrade, Belgrade, Serbia.

 Úc
 Bỉ
 Canada
 Egypt
 Pháp
 Phần Lan
 Germany
 Greece
 Ấn Độ
 Iran
 Ireland
 Italy
 Nhật Bản
 Hà Lan(Đông Ấn thuộc Hà Lan)
 New Zealand
 Na Uy
 Ba Lan
 Bồ Đào Nha
 Romania
 South Africa
 Liên Xô
 Thổ Nhĩ Kỳ
 Anh Quốc
 Nam Tư

## Đặc điểm kỹ thuật (Hurricane IIC)

Hawker Hurricane

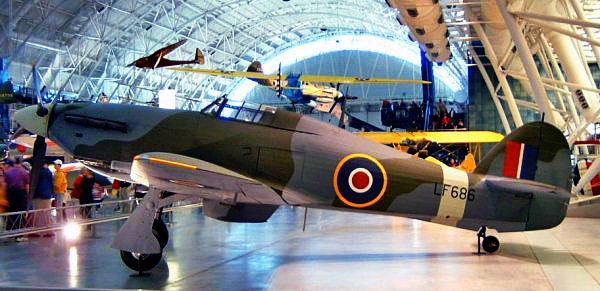
Một chiếc Hawker Hurricane của Bảo tàng Hàng không và Không gian Quốc gia tại Viện Smithsonian.

Tham khảo: Jane's Fighting Aircraft of World War II

### Đặc tính chung
- Đội bay: 01 người
- Chiều dài: 9,84 m (32 ft 3 in)
- Sải cánh: 12,19 m (40 ft 0 in)
- Chiều cao: 4,00 m (13 ft 1 in)
- Diện tích bề mặt cánh: 23,92 m² (257,5 ft²)
- Lực nâng của cánh: 145,6 kg/m² (29,8 lb/ft²)
- Trọng lượng không tải: 2.880 kg (5.745 lb)
- Trọng lượng có tải: 3.480 kg (7.670 lb)
- Trọng lượng cất cánh tối đa: 3.950 kg (8.710 lb)
- Động cơ: 1 x động cơ Rolls-Royce Merlin XX V-12 làm mát bằng nước, công suất 1.185 mã lực (883 kW) ở 6.400 m (21.000 ft)

### Đặc tính bay
- Tốc độ lớn nhất: 547 km/h (340 mph) ở 6.400 m (21.000 ft) [11]
- Tốc độ bay tiêu biểu: 514 km/h (320 mph) ở 6.004 m (19.700 ft) với hai bom 250 lb[11]
- Tầm bay tối đa: 965 km (600 mi)
- Trần bay: 10.970 m (36.000 ft)
- Tốc độ lên cao: 14,1 m/s (2.780 ft/min)
- Tỉ lệ công suất/khối lượng: 0,25 kW/kg (0,155 hp/lb)

### Vũ khí
- Súng:
  - IIA: 8 × súng máy Browning M1919 7,7 mm (0,303 in)
  - IIB: 12 × súng máy Browning M1919 7,7 mm (0,303 in)
  - IIC: 4 × pháo Hispano Mk II 20 mm
  - IID: 2 × pháo Vickers Type S 40 mm và 2 × súng máy Browning M1919 7,7 mm (0,303 in)
- Bom (IIC & IID):
  - 2 × bom 250 lb hoặc 500 lb

## Nội dung liên quan

### Máy bay tương tự
- Arado Ar 80
- Curtiss P-36
- Curtiss P-40
- Focke Wulf Fw 190
- Heinkel He 112
- Messerschmitt Bf 109
- Miles M.20
- Morane-Saulnier M.S.406
- Polikarpov I-16
- Supermarine Spitfire
- Yakovlev Yak-1

### Trình tự thiết kế
Nimrod - Hart - Hurricane - Henley - Typhoon

### Danh sách liên quan
- Danh sách máy bay chiến đấu
- Danh sách máy bay quân sự Anh Quốc
- Danh sách máy bay trong Chiến tranh Thế giới II
- Danh sách máy bay tiêm kích